# Vieremä
Vieremä ist eine finnische Gemeinde in der Landschaft Nordsavo.

## Ortschaften
Zur Gemeinde gehören folgende Orte:
- Haajainen (Haajaiskylä),
- Kaarakkala,
- Karankamäki,
- Kauppilanmäki,
- Kirkonkylä,
- Marttisenjärvi,
- Nissilä,
- Palosenjärvi,
- Palosenmäki,
- Pyöree,
- Salahmi,
- Savimäki
- Valkeiskylä (Valkiamäki).

## Politik

### Gemeinderat
Wie in den meisten ländlichen Gegenden Finnlands ist in Vieremä die bäuerlich-liberale Zentrumspartei die stärkste Partei. Bei der Kommunalwahl 2012 erreichte sie mit etwa 55 % der Stimmen und 13 von 21 Abgeordneten die absolute Mehrheit im Rat. Die kommunale Liste „Vieremä 2000“ wurde mit sechs Sitzen erneut zweitstärkste Gruppierung. Außerdem sind die rechtspopulistischen Wahren Finnen mit zwei Vertretern im Gemeinderat vertreten. Die konservative Nationale Sammlungspartei verlor ihren einzigen Sitz.
| Partei                    | Wahlergebnis 2012 | Sitze   |
| ------------------------- | ----------------- | ------- |
| Zentrumspartei            | 55,5 % (−3,8)     | 13 (−4) |
| Vieremä 2000              | 26,6 % (−6,9)     | 6 (−3)  |
| Wahre Finnen              | 12,2 % (+12,2)    | 2 (+2)  |
| Nationale Sammlungspartei | 3,9 % (−0,2)      | 0 (−1)  |
| Christdemokraten          | 1,8 % (−1,3)      | 0 (±0)  |

### Wappen
Beschreibung des Wappens: In Schwarz ein von der Schildrandmitte bis zum unteren Schildrand gestürzter goldener Sparren, aus dem ein stilisierter Tannenzweig emporwächst.